# Miejski Klub Siatkarski 2015-2016
Questa voce raccoglie le informazioni riguardanti il Miejski Klub Siatkarski nelle competizioni ufficiali della stagione 2015-2016.

## Organigramma societario
Area direttiva
- Presidente: Robert Koćma

Area tecnica
- Allenatore: Juan Manuel Serramalera
- Allenatore in seconda: Magdalena Szryniawska

## Rosa
| N° | Nome                  | Ruolo | Data di nascita  | Nazionalità sportiva |
| -- | --------------------- | ----- | ---------------- | -------------------- |
| 1  | Katarzyna Urban       | S     | 30 ottobre 1987  | Polonia              |
| 2  | Joanna Staniucha      | S     | 5 dicembre 1981  | Polonia              |
| 3  | Karolina Kosek        | S     | 28 giugno 1985   | Polonia              |
| 5  | Izabela Bałucka       | C     | 15 febbraio 1993 | Polonia              |
| 6  | Eleonora Staniszewska | C     | 25 ottobre 1978  | Polonia              |
| 8  | Rebecca Perry         | S/O   | 29 dicembre 1988 | Stati Uniti          |
| 10 | Krystyna Tkaczewska   | L     | 24 luglio 1987   | Polonia              |
| 11 | Natalia Staniucha     | P     | 2 maggio 1988    | Polonia              |
| 12 | Micha Hancock         | P     | 19 novembre 1992 | Stati Uniti          |
| 13 | Kamila Ganszczyk      | C     | 2 dicembre 1991  | Polonia              |
| 14 | Tamara Kaliszuk       | S/O   | 20 marzo 1990    | Polonia              |
| 15 | Nadia Wydmańska       | S     | 1º marzo 1997    | Polonia              |
| 16 | Kinga Drabek          | C     | 10 maggio 1998   | Polonia              |
| 18 | Deja McClendon        | S     | 27 giugno 1992   | Stati Uniti          |
| 22 | Rebecca Pavan         | C     | 17 aprile 1990   | Canada               |